# Aéroport de Longyearbyen
L'aéroport de Longyearbyen (code IATA : LYR • code OACI : ENSB) est un aéroport norvégien, situé dans l'archipel du Svalbard, sur l'ile du Spitzberg, à 3 km au nord ouest de la ville de Longyearbyen. C'est l'aéroport avec services réguliers le plus au nord du monde.
En 2014, l'aéroport a vu transiter 154 261 passagers.

## Situation
L'aéroport est situé sur le Hotellneset à 3 kilomètres au nord ouest de la ville de Longyearbyen. Il ne dispose que d'une seule piste, la piste 10/28, qui fait 2 483 m (8 146 pieds) de longueur et 45 m (148 pieds) de largeur. Elle est équipée du système ILS. Il n'existe pas de taxiway, le trafic se fait directement sur la piste.

### Carte des aéroports en Norvège
Carte des principaux aéroports de Norvège (en 2019)
Le Svalbard n'est pas ici en coordonnées géographiques exactes.
| Oslo-Gardermoen Bergen Stavanger Trondheim Tromsø Bodø Sandefjord Moss Kristiansand Ålesund Haugesund Harstad/Narvik Molde Kristiansund Alta Kirkenes Bardufoss Florø Hammerfest Svalbard Plus de 10 millions Plus de 5 millions Plus de 1 million Plus de 0,4 million Moins de 0,4 million Fermé |

## Statistiques
Le graphique qui aurait dû être présenté ici ne peut pas être affiché car il utilise l'ancienne extension Graph, désactivée pour des questions de sécurité. Des indications pour créer un nouveau graphique avec la nouvelle extension Chart sont disponibles ici.

Voir la requête brute et les sources sur Wikidata.

## Compagnies et destinations

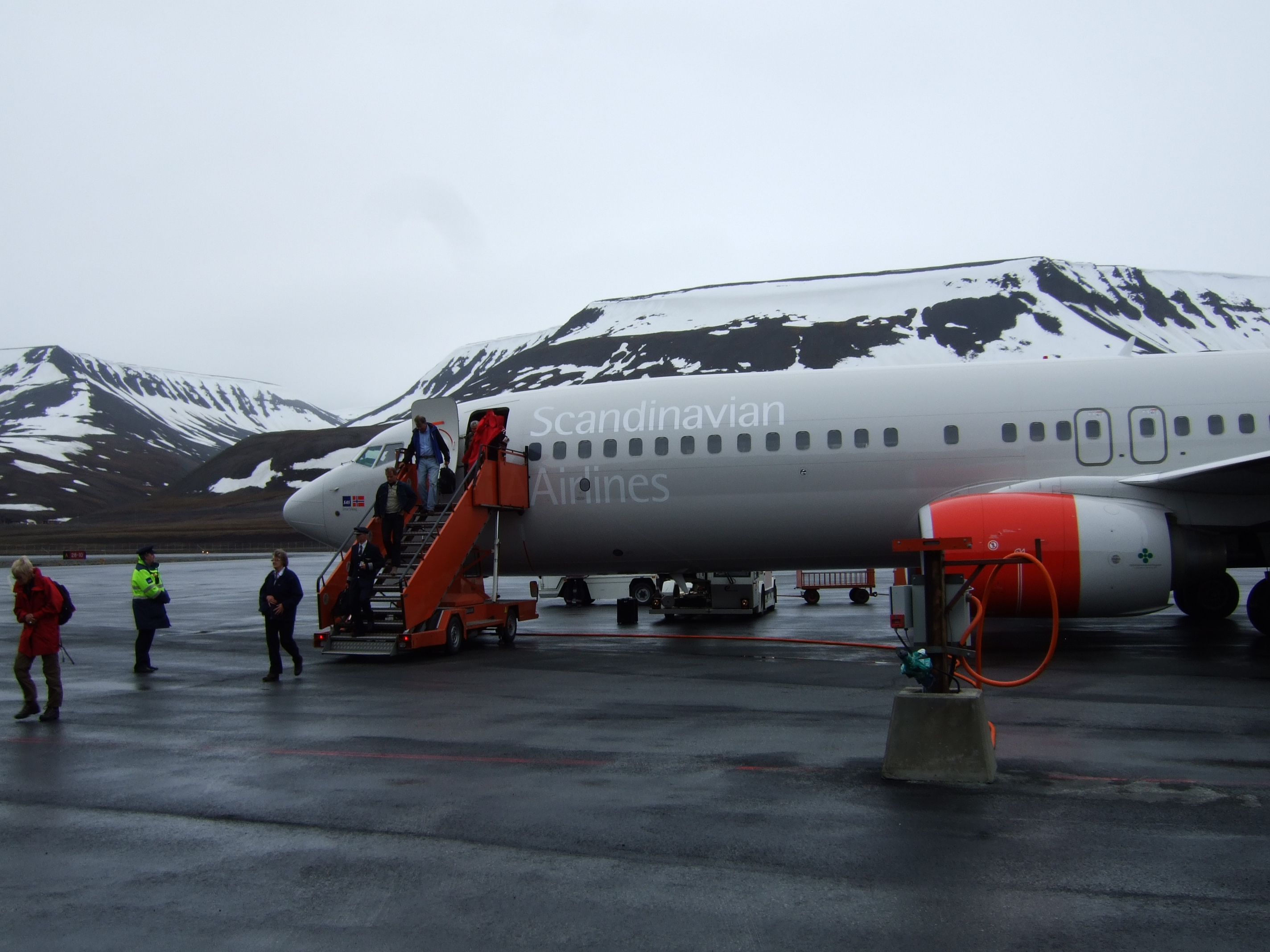
Un Boeing 737 de Scandinavian Airlines débarquant ses passagers.

L'aéroport est desservi par plusieurs compagnies, assurant des vols réguliers et charter.
| Compagnies            | Destinations            |
| --------------------- | ----------------------- |
| Lufttransport         | Ny-Ålesund, Svea (en)   |
| Norwegian Air Shuttle | Oslo-Gardermoen, Tromsø |
| Scandinavian Airlines | Oslo-Gardermoen, Tromsø |

Édité le 21/01/2020. Actualisé le 25/02/2023.

## Accidents et incidents
- Le 10 octobre 1986, un Cessna 185 d'Antarctax en direction de Ny-Ålesund, s'écrasa immédiatement après le décollage tuant les six passagers à bord.
- Le 29 août 1996, un Tupolev Tu-154M de Vnukovo Airlines effectuant le vol 2801 en provenance de l'aéroport de Moscou Vnukovo s'est abimé sur une montagne à environ 14 kilomètres de l'aéroport. Les 141 personnes à bord périrent dans l'accident. C'est le pire crash aérien de l'histoire de la Norvège.